# Hoofdvaart (Haarlemmermeer)
De Hoofdvaart is een kanaal dat in de lengte van de Haarlemmermeerpolder loopt, in de richting van noordnoordoost naar zuidzuidwest.
In het noorden komt de Hoofdvaart bij het Gemaal De Lynden in Lijnden bij de Ringvaart, in het zuiden gebeurt dit bij het Gemaal Leeghwater aan de Lisserdijk in Buitenkaag. Deze gemalen pompen het water van de Hoofdvaart in de Ringvaart, om zo de polder droog te houden.
Van noord naar zuid loopt de Hoofdvaart door de plaatsen Lijnden, Hoofddorp, Nieuw-Vennep, Abbenes en Buitenkaag. De Hoofdvaart loopt over een lengte van 20 kilometer kaarsrecht door de polder, alleen bij Abbenes zit er een kleine knik in.
Tot 1957 werd de Hoofdvaart ook gebruikt voor de scheepvaart. Via het Voorkanaal langs de Geniedijk en door een schutsluis bij het Fort bij Aalsmeer konden schepen de polder in en uit. Die sluis werd regelmatig gebruikt voor de bietencampagne, om suikerbieten af te voeren naar de (in 1992 gesloten) suikerfabriek Holland in Halfweg. In 1966 werd de ophaalbrug in de ringvaartdijk vervangen door een duiker, zodat het fysiek onmogelijk werd om daar schepen de polder in en uit te laten.
Wegens de bemaling is het 's winters vrijwel nooit mogelijk om op de Hoofdvaart te schaatsen; op de andere vaarten en tochten in de Haarlemmermeer is het meestal wel veilig genoeg.
De rijkswegen A5, A9 en A44 gaan over de Hoofdvaart, evenals een taxibaan over een avioduct naar de Polderbaan van Schiphol.
In Hoofddorp en Nieuw-Vennep zijn drie Calatravabruggen over de Hoofdvaart gebouwd, markante witte tuibruggen ontworpen door Santiago Calatrava.
Naar de vaart is een school voor voortgezet onderwijs (vmbo) genoemd: het Hoofdvaart College te Hoofddorp.

## Hoofdweg
Langs beide zijden van de Hoofdvaart is een weg aangelegd, de Hoofdweg.
De oostzuidoostelijke zijde, met de even huisnummers, heet Hoofdweg Oostzijde. Een deel hiervan is een doorgaande verbinding, de Provinciale weg 520. Deze N520 loopt van de oude Schipholweg (N232) bij Lijnden, door Hoofddorp en Nieuw-Vennep naar de Leimuiderweg (N207).
De andere zijde, met oneven nummers, heet Hoofdweg Westzijde. Hier wordt doorgaand autoverkeer ontmoedigd, de weg wordt dan ook op enkele plaatsen onderbroken voor autoverkeer. Het is wel een geschikte fietsverbinding.

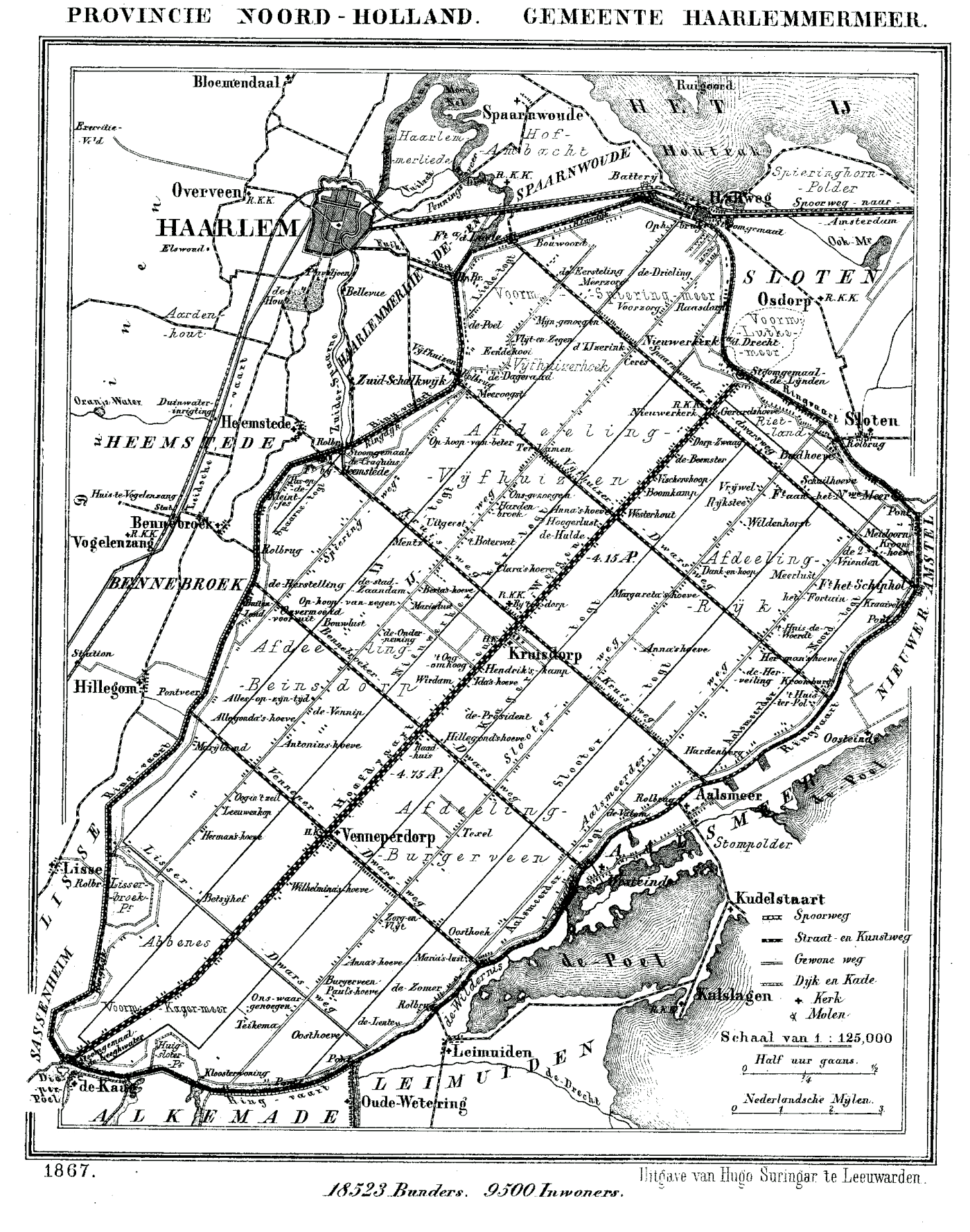
Kaart van Haarlemmermeer (1867), met van linksonder naar rechtsboven de Hoofdvaart
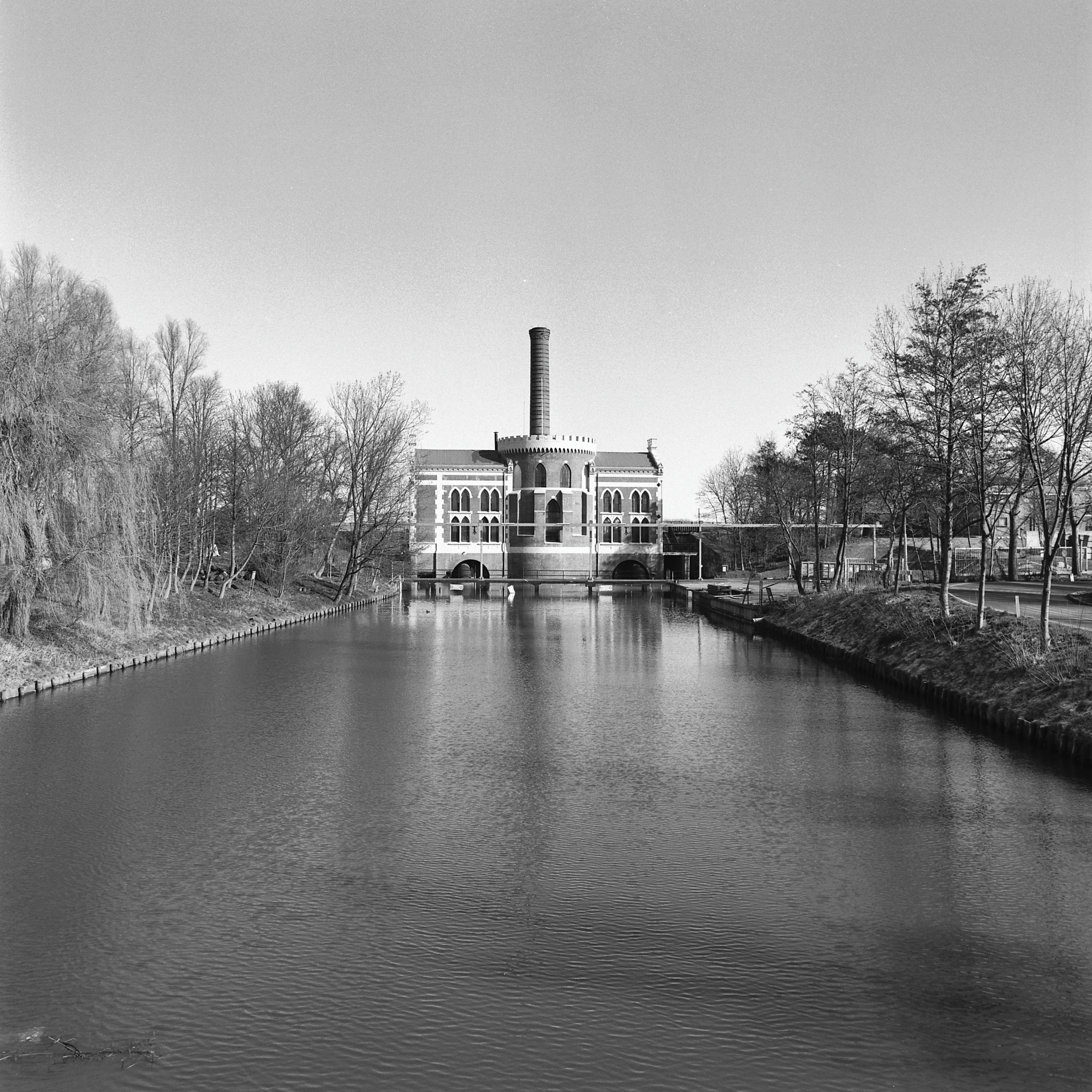
Gemaal de Lynden gezien over Hoofdvaart
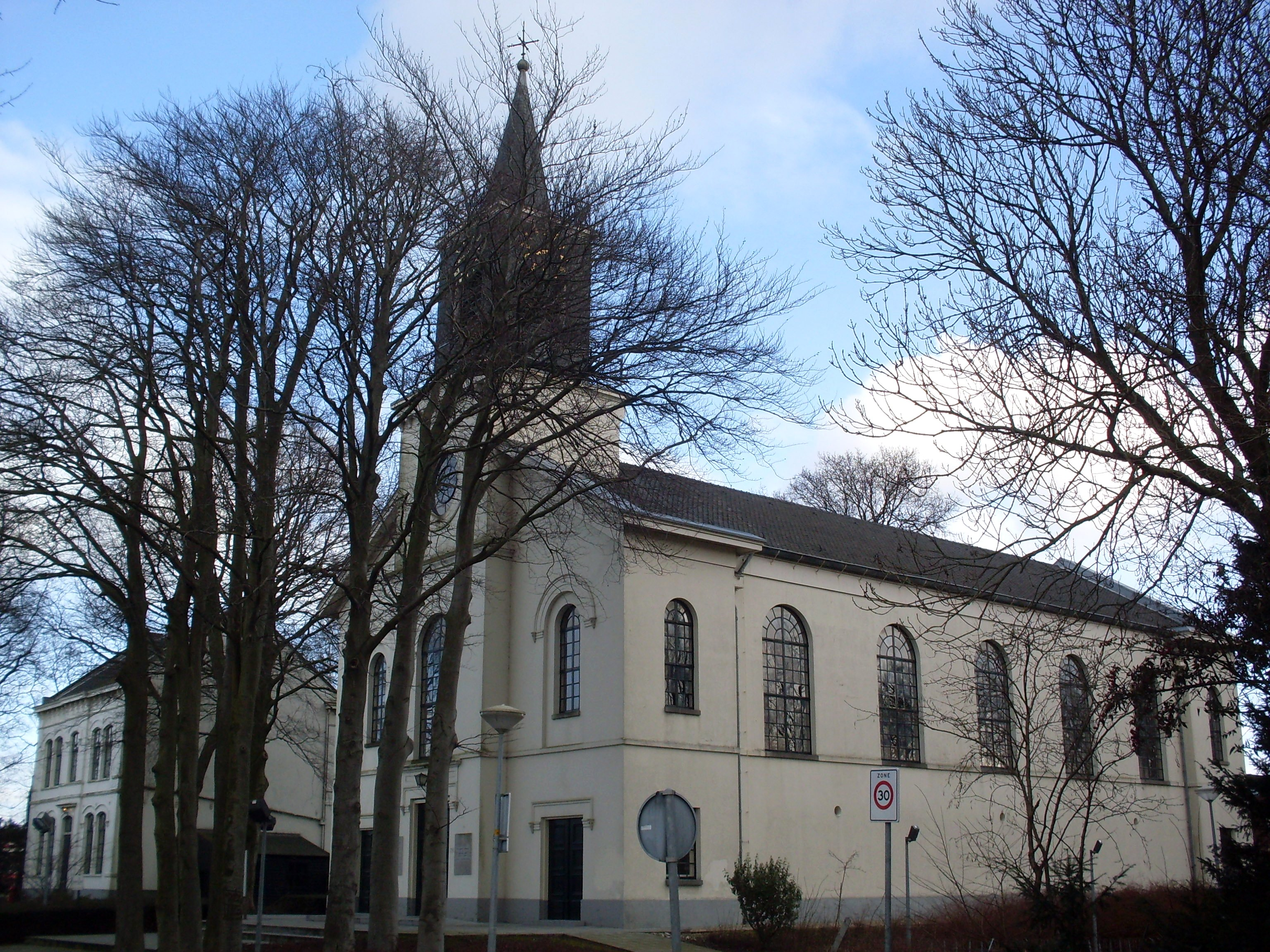
Hoofdvaartkerk, Hoofddorp
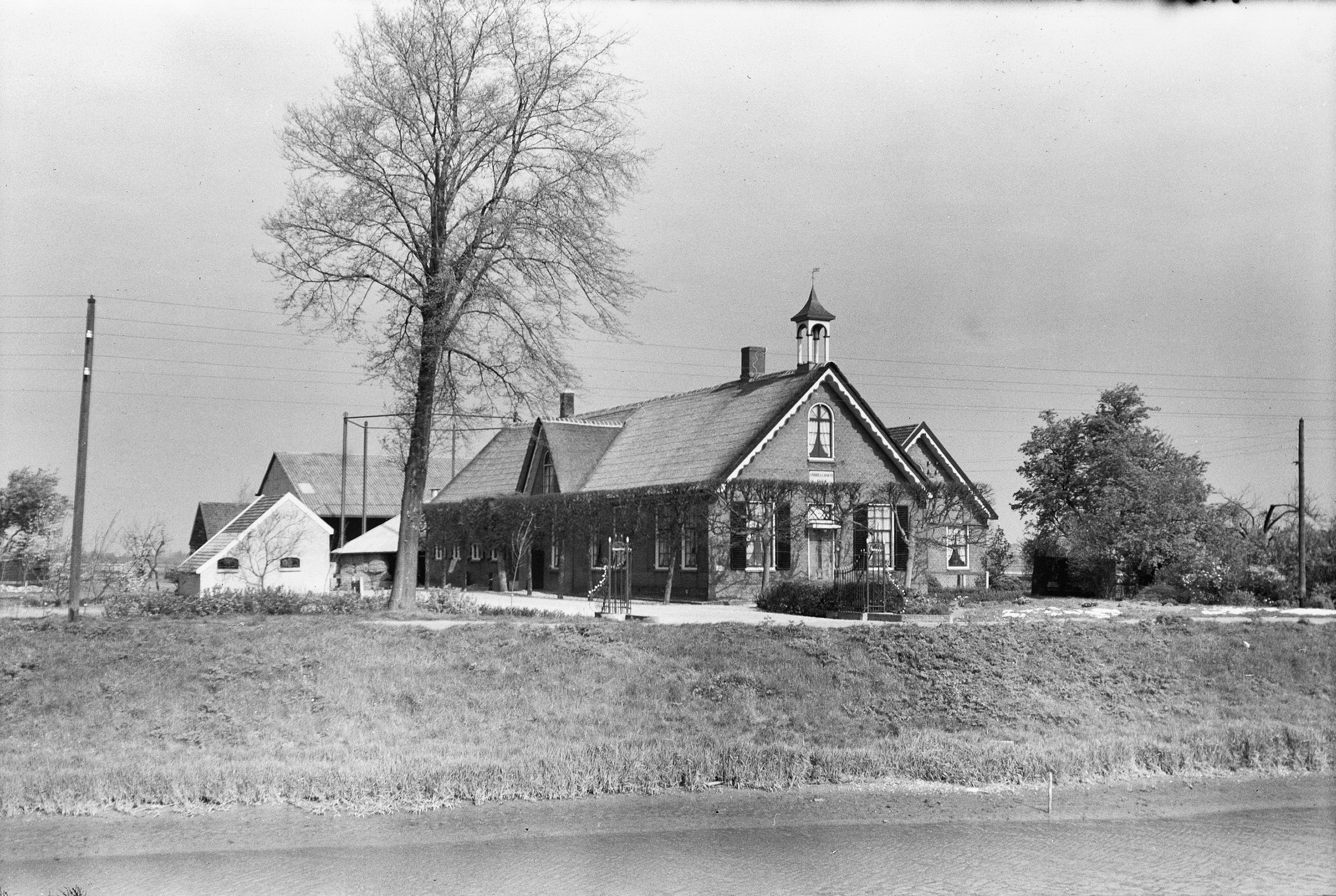
Andreashoeve, Abbenes
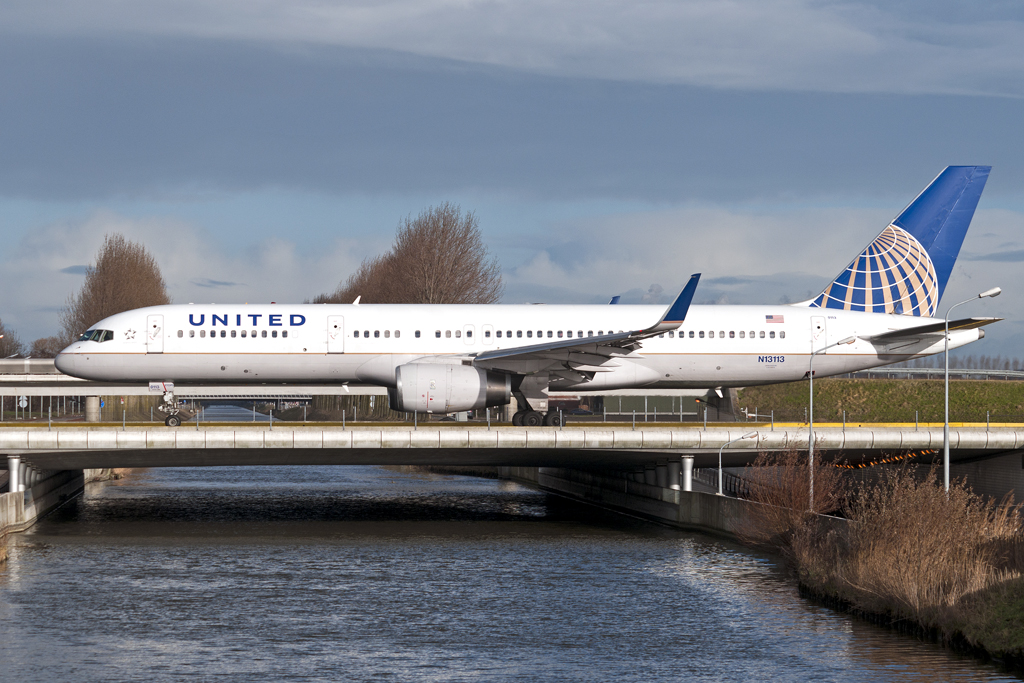
Avioduct, brug voor vliegtuigen, tussen Hoofddorp en Lijnden